# 克莱蒙代克西德伊
克莱蒙代克西德伊（法語：Clermont-d'Excideuil，法語發音：[klɛʁmɔ̃ dɛksidœj]，意为“埃克西德伊的克莱蒙”）是法国多尔多涅省的一个市镇，原属佩里格区，2017年起改属农特龙区。

## 地理
克莱蒙代克西德伊（45°21'54"N, 1°3'4"E）面积9.99 平方千米，位于法国新阿基坦大区多爾多涅省，该省份为法国西南部内陆省份，是法國本土面积第三大的省，大致对应佩里戈尔地区，北起顺时针与夏朗德省、上维埃纳省、科雷兹省、洛特省、洛特-加龙省、吉倫特省和滨海夏朗德省接壤。
与克莱蒙代克西德伊接壤的市镇（或旧市镇、城区）包括：迪萨克、埃克西德伊、圣梅达尔-代克西德伊、圣马夏尔-达尔巴雷德、圣日耳曼德普雷、圣叙尔皮斯-代克西德伊。
克莱蒙代克西德伊的时区为UTC+01:00、UTC+02:00（夏令时）。

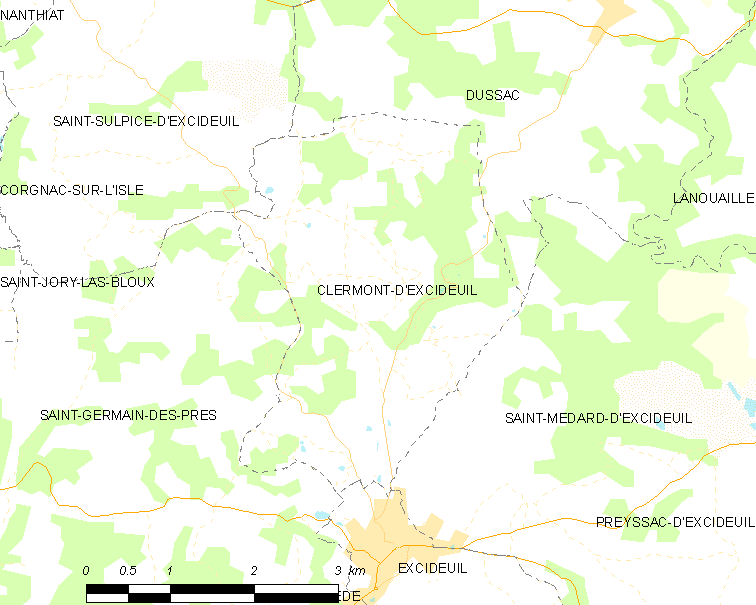
克莱蒙代克西德伊的OSM定位图

## 行政
克莱蒙代克西德伊的邮政编码为24160，INSEE市镇编码为24124。

## 政治
克莱蒙代克西德伊所属的省级选区为伊勒-卢-欧韦泽尔县。

## 人口

1962-2008年间克莱蒙代克西德伊人口变化图示

克莱蒙代克西德伊于2022年1月1日时的人口数量为248人。